# Gijs Boot
Gijsbertus Alphonsus Antonius Maria (Gijs) Boot (Amsterdam, 2 augustus 1914 – Den Haag, 12 augustus 1992) was een Nederlands bestuurder en politicus voor de Katholieke Volkspartij (KVP).

## Levensloop
Gijs Boot werd geboren als een zoon van Gijsbertus Jacobus Antonius Boot en Maria Alida Saal. Na het behalen van het gymnasium diploma studeerde hij Nederlands recht aan de Universiteit van Amsterdam. Hij begon zijn carrière als chef binnendiensten van de Hoge Raad van Arbeid te Amsterdam. Daarna was Boot voorzitter van de Hoge Raad van Arbeid te Haarlem. Van 1954 tot 1967 was hij werkzaam als voorzitter van de Algemene Rooms-Katholieke Ambtenarenvereniging. Van 24 juni 1958 tot 1 september 1979 functioneerde Boot als voorzitter van de Hoge Raad van Arbeid te Den Haag en van 23 februari 1967 tot 10 mei 1971 was hij lid van de Tweede Kamer der Staten-Generaal. In de Tweede Kamer der Staten-Generaal hield hij zich voornamelijk bezig met ambtenarenzaken, justitie en pensioenen

## Persoonlijk
In 1945 te Amsterdam trouwde Boot met Anna Clara Meijden en samen hebben ze vier kinderen.

## Ridderorden
- Officier in de Orde van Oranje-Nassau
- Ridder in de Orde van de Nederlandse Leeuw